# Le Geai paré des plumes du paon
Le Geai paré des plumes du Paon est la neuvième fable du livre IV de Jean de La Fontaine situé dans le premier recueil des Fables de La Fontaine, édité pour la première fois en 1668.

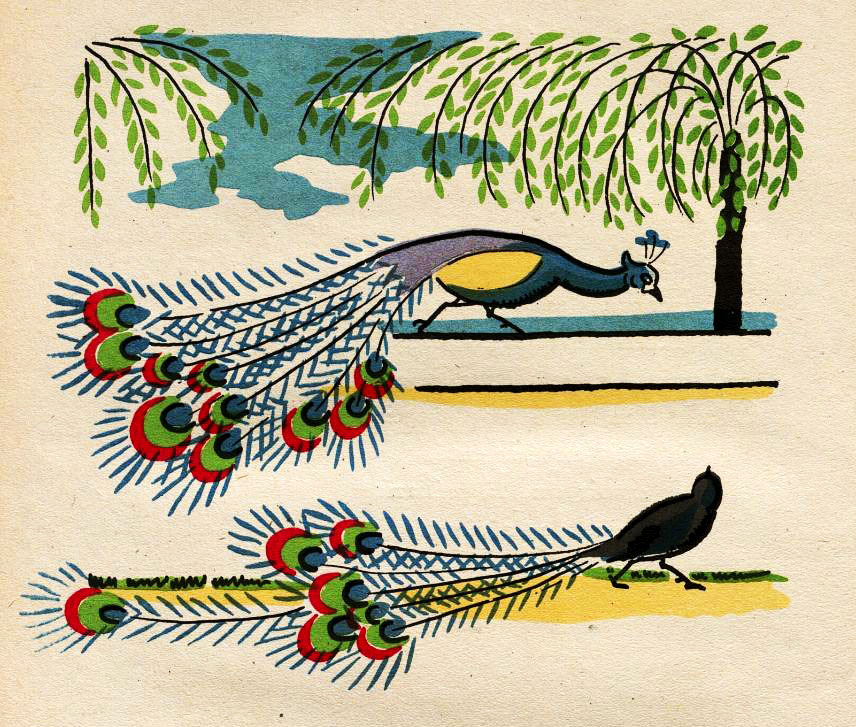
Illustration d'André Hellé (1946)

## Texte
LE GEAI PARÉ DES PLUMES DU PAON
[Ésope, + Phèdre,]

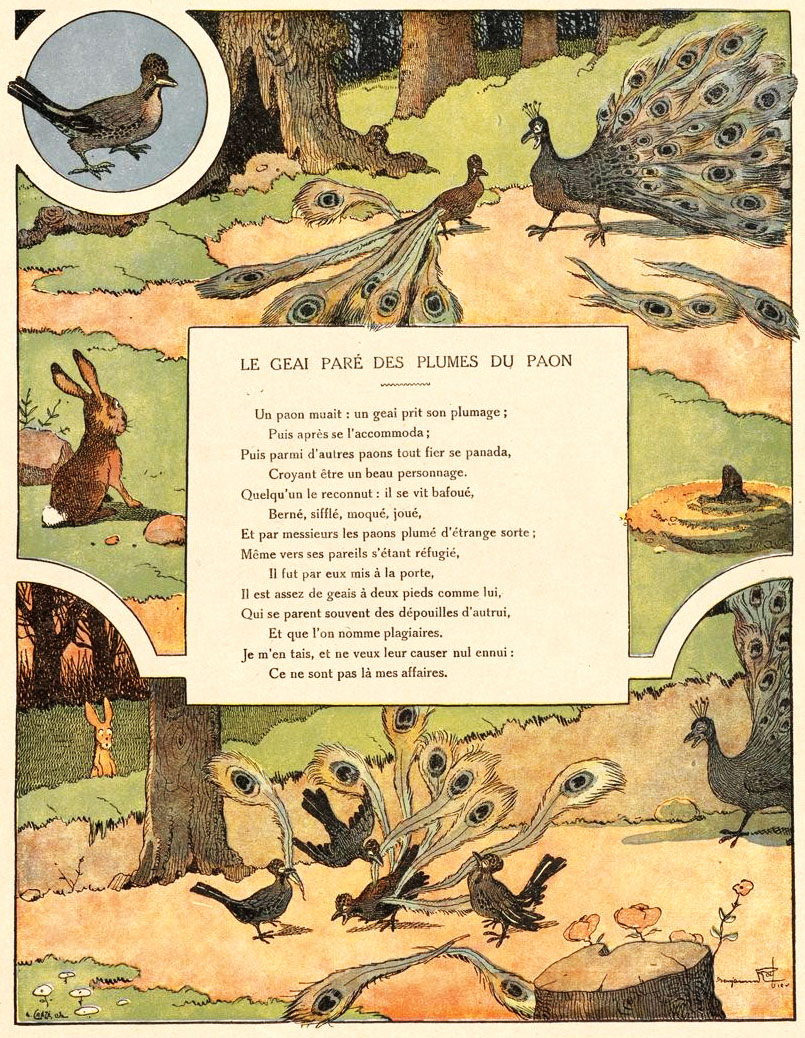
Illustration de Benjamin Rabier (1906)

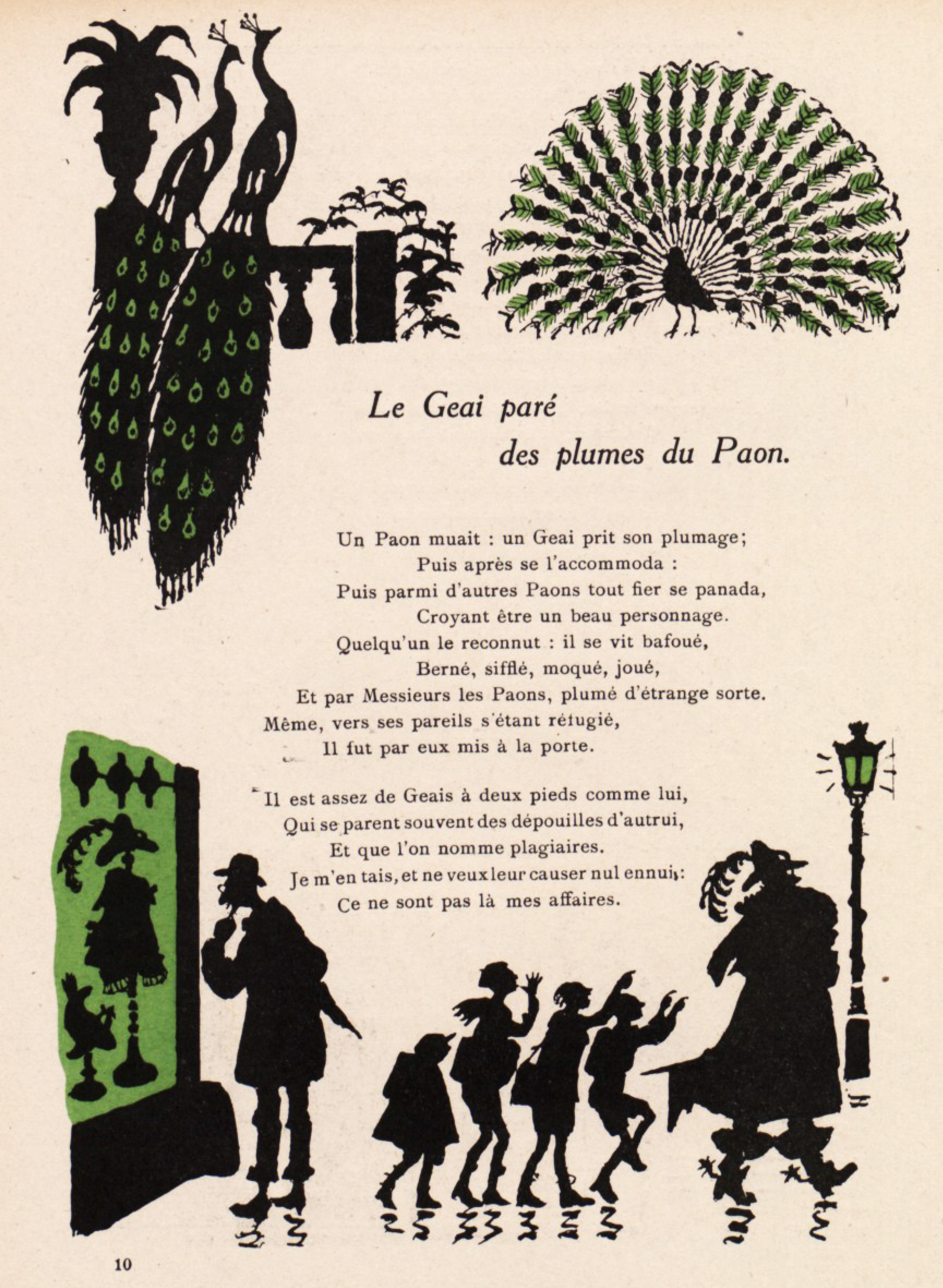
Dessin de Henri Avelot (1932)

     Un Paon muait (1) : un Geai (2) prit son plumage ;
                      Puis après se l'accommoda (3) ;
Puis parmi d'autres Paons tout fier se panada (4),
                      Croyant être un beau personnage.
Quelqu'un le reconnut : il se vit bafoué,
                      Berné (5), sifflé, moqué, joué,(6)
Et par messieurs les Paons plumé d'étrange sorte ;
Même vers ses pareils s'étant réfugié,
           Il fut par eux mis à la porte.

Il est assez de geais à deux pieds comme lui,
Qui se parent souvent des dépouilles d'autrui,
           Et que l'on nomme plagiaires (7).
Je m'en tais, et ne veux leur causer nul ennui :
           Ce ne sont pas là mes affaires.
Vocabulaire
(1) certains animaux comme les oiseaux, les serpents et les cerfs muent, c'est-à-dire changent de plumes, de peau ou de cornes certaines saisons
(2) La Fontaine a suivi les savants de son temps qui traduisait le mot latin graculus par geai. La traduction aurait dû être, au dire de certains : "choucas", "corneille"... car ces oiseaux de couleur noire peuvent envier le plumage du paon alors que le geai, dont le plumage est nuancé de belle couleur, n'a pas de raison de changer de costume
(3 ) "s'approprier quelque chose et en user comme sien" (dictionnaire de Richelet)
(4) comme si on disait : se paonadait  (faire parade, se pavaner), marchait comme un paon en étalant glorieusement sa parure
(5) Berner, c'est proprement faire sauter quelqu'un dans une couverture (berne = manteau de drap) ; au figuré railler
(6) ces termes s'adressent aux gens de lettres ou de théâtre, comme la moralité de la fable
(7) au XVIIème, la propriété littéraire n'était pas protégée et le plagiat était fréquent